# Afromicracis brevipilosa
Afromicracis brevipilosa (лат.) — вид жуков-короедов рода Afromicracis (Scolytinae, Curculionidae). Название составлено из слов латинского происхождения: номинального прилагательного brevis, означающего короткий, соединяющего гласного -i, и именительного падежа женского прилагательного pilosa, означающего волосатый, относящегося к коротким и хорошо разделенным щетинкам на надкрыльях. 

## Распространение
Афротропика, ЮАР (East Cape, Hogsback).

## Описание
Мелкие жуки-короеды, величина которых колеблется в пределах одного миллиметра (1,0 — 1,2 мм), основной цвет красновато-коричневый. Неровности на переднеспинке постепенно рассеиваются к переднему краю; надкрылья слегка морщинистые; межбороздковые щетинки очень короткие, их длина равна ширине; скапус усика самок с дорсальной стороны с крохотным пучком щетинок. Жгутик усика (включая педицель) 5-члениковый. Вид был впервые описан в 2021 году.